# Vincze Edit (vízilabdázó)
Vincze Edit, Rébeli-Szabóné (Szentes, 1965. október 1. – 2022. október 1.) Európa-bajnok magyar vízilabdázó. Az év magyar női vízilabdázója (1990).

## Pályafutása
1981 és 1989 között a Szentesi Vízmű úszója, vízilabdázója, majd 1990-től a Szentesi SC vízilabdázója volt. Három magyar bajnoki címet szerzett a szentesi csapattal. 1992–93-as idényben tagja volt a bajnokcsapatok Európa-kupájagyőztes együttesnek.
1986 és 1992 között 86 alkalommal szerepelt a válogatottban. Az 1991-es athéni Európa-bajnokságon aranyérmes lett a válogatott csapattal. 1990-ben az év női vízilabdázója lett Magyarországon.
1987-ben óvónői oklevelet szerzett a Szarvasi Óvónőképző Intézetben. 1986-tól Szentesen óvónőként dolgozott.

## Sikerei, díjai
- az év magyar női vízilabdázója (1990)

 Magyarország
- Európa-bajnokság
  - aranyérmes: 1991
  - ezüstérmes (2): 1987, 1989
  - bronzérmes: 1993

 Szentesi Vízmű / Szentesi SC
- Bajnokcsapatok Európa-kupája (BEK)
  - győztes: 1992–93
  - 3.: 1986–87
  - 4.: 1989–90
- Magyar bajnokság
  - bajnok (3): 1986–87, 1989–90, 1991–92
  - 2. (3): 1987–88, 1988–89, 1992–93
  - 3. (4): 1984, 1985, 1985–86, 1990–91